# Via Ostiensis
Via Ostiensis (на латински: Via Ostiensis, днес Via Ostiense) е древен римски път.
Via Ostiensis е дълъг 30 км. Започва от Рим и стига до пристанищения град Остия Антика (Ostia Antica). Пътят започва при Бичи форум (Forum Boarium), напуска града през Сервиянската стена през Порта Тригемина (Porta Trigemina) и минава покрай стената по източния бряг на Тибър. На юг от града пътят се слива с път, който идва от Порта Раудускулана (Porta Raudusculana) и води на юг.
След построяването на Аврелианската стена пътят Via Ostiensis напуска Рим на Порта Остиенсис (Porta Ostiensis), днес Порта Сан Паоло.
Via Ostiensis е построен през 3 век пр.н.е. и има голямо значение най-вече през 2 век пр.н.е. През късната античност пътят губи от значението си след построяването на нов път. Днешният Via Ostiense минава почти еднакво, както предишния древен път.
На Via Ostiensis се намира Базиликата San Paolo fuori le Mura (от 324 г.) и Могилата с гроба на Свети апостол Павел († 67 г.).